# Thielert Centurion 1.7

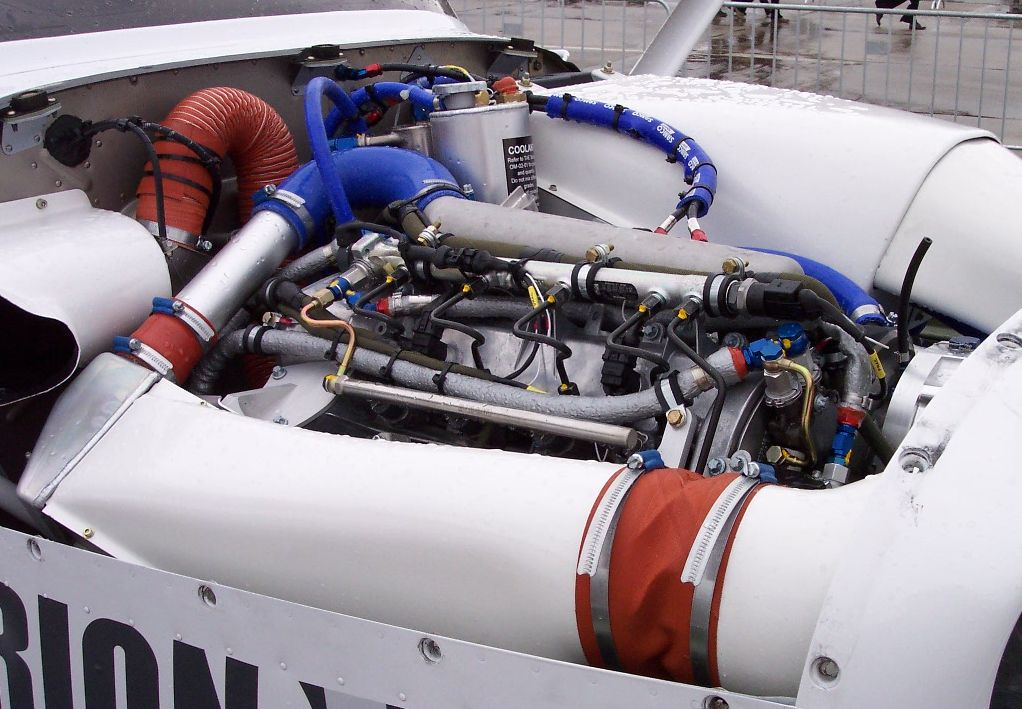
Thielert Centurion 1.7 in einer Cessna 172

Der Thielert Centurion 1.7 ist ein Flugmotor des deutschen Herstellers Thielert Aircraft Engines GmbH. Er ist ein flüssigkeitsgekühlter 4-Zylinder-Reihen-Vierventil-Commonrail-Dieselmotor der Leistungsklasse um 100 kW (135 PS). Der Motor wird inzwischen in dieser Version nicht mehr produziert. An seine Stelle trat der neuere Centurion 2.0 mit ähnlichen, aber nicht gleichen technischen Daten. Seit der Übernahme von Thielert durch AVIC werden die Motoren als Technify TAE 125 vertrieben.

## Geschichte
Das mit einem Untersetzungsgetriebe (1,69:1) und Turboladern mit Ladeluftkühlung ausgerüstete Triebwerk ist die erste Neuentwicklung eines Kerosin-Kolbenflugmotors für die zivile Luftfahrt seit dem Zweiten Weltkrieg.
Das Triebwerk hat eine voll-elektronische, redundante Motorsteuerung (FADEC). Der erste Einsatz des Centurion 1.7 erfolgte 2002 in der Diamond DA 40-TDI. Das Triebwerk ist nach JAR-E und FAR 33 zugelassen. Seit Februar 2005 ist auch der Einsatz in China zugelassen, in den USA ist der Motor seit 2006 für die Piper PA-28 und die Cessna 172 zertifiziert.
Eine Überholung ist nicht vorgesehen. Es war geplant, dass das Triebwerk nach der Betriebszeit von 2400 h ersetzt würde. Tatsächlich hat die FAA die TBR (Time Between Replace) bei der Musterzulassung 2003 auf nur 1000 h festgesetzt und in Europa galt nur eine Pro-rata-Garantie für 2400 h. Der Motor ist ein für die Luftfahrt angepasster Mercedes-Benz-OM-668-Diesel-Automotor, der unter anderem in der A-Klasse und B-Klasse (T245) eingesetzt wurde.
Inzwischen wird der Nachfolge-Motor Centurion 2.0 (ein angepasster Mercedes-Benz OM 640) bei folgenden Flugzeugen in Serie eingebaut:
- Diamond DA 40-TDI
- Diamond DA42 Twin Star
- Röder-Cessna Skyhawk A1
- Robin DR 400-135 cdi Dauphin
- MQ-1C Gray Eagle, bewaffnete Drohne[2]
- TAI Anka, eine Aufklärungsdrohne (MALE)

Umrüstsätze existieren für das Muster Piper PA-28.
Mit Ablauf des Jahres 2006 wurde der Centurion 1.7 durch das Nachfolgemodell Centurion 2.0 ersetzt. In den drei Jahren der Serienfertigung wurden über 1500 Centurion 1.7 gebaut.

## Technische Daten
Daten für Centurion 1,7 (Modell TAE 125-01):
- Startleistung: 99 kW (135 PS) bei 2300/min (Welle)
- Reiseleistung: 71 kW (97 PS)
- Spezifischer Verbrauch: 220 g/kWh
- Hubraum: 1689 cm³
- Bohrung: 80 mm
- Hub: 84 mm
- Kompression: 18:1
- Treibstoff: Jet A-1 oder Dieselkraftstoff
- Propeller: ein verstellbarer 3-Blatt-Propeller von MT
- Generator: 14 V / 90 A, alternativ 28 V
- Trockengewicht: 134 kg
- Breite: 796 mm
- Tiefe: 805 mm
- Höhe: 636 mm
- Lebensdauer 1.000 Flugstunden oder 12 Jahre[1]

Centurion 2.0  (Modell TAE 125-02-99 / CD 135) ab 2007:
Änderungen:
- höheres Drehmoment: 410 Nm

- Hubraum: 1.991 cm³
- Bohrung: 83 mm
- Hub: 92 mm

- Lebensdauer Version 01: 1.500 Flugstunden oder 12 Jahre, Version 02 und folgende:  2.100 Flugstunden oder 12 Jahre[1]

Centurion 2.0 S (Modell TAE 125-02-114 / CD 155) ab 2008:
Änderungen:
- Startleistung: 114 kW (155 PS)  (Reiseleistung ist unverändert)
- Drehmoment: 473 Nm
- Lebensdauer: 1.200 Flugstunden oder 12 Jahre,  Version 02 und folgende: 2.100 Flugstunden oder 12 Jahre[1]